# 34049 Myrelleangela
34049 Myrelleangela è un asteroide della fascia principale. Scoperto nel 2000, presenta un'orbita caratterizzata da un semiasse maggiore pari a 2,8038336 au e da un'eccentricità di 0,1389007, inclinata di 5,66676° rispetto all'eclittica.